# Lila koraaltje
Het lila koraaltje (Ramariopsis pulchella) is een schimmel behorend tot de familie Clavariaceae. Het leeft saprotroof op de grond, soms op sterk vermolmd hout, in kalkgraslanden en loofbossen op vochtige tot droge, kalkrijke bodems. Hij groeit solitair of in kleine groepje.

## Kenmerken

### Uiterlijke kenmerken
Het vruchtlichaam is klein, meervoudig vertakt. De takken zijn dun ondersteund op een dunne steel. Het hele vruchtlichaam is paars tot diep lavendel van kleur. De vruchtlichamen zijn 20 mm hoog en 15 mm breed. Takken tot 1 mm dik en dichotoom (in tweeën gedeeld). De takpunten heben twee stompe uitsteeksels. De steel is kort, tot 15 mm dik, licht naar beneden taps toelopend. 
De sporenprint is wit.

### Microscopische kenmerken
De sporen zijn subbolvormig, dunwandig, fijnwrattig en meten 3,5-5,0 × 2,5-3,5 µm. De basidia zijn nauw knotsvormig, met ribbels, hyaliene, inhoud homogeen tot fijnkorrelig of zelden met 1 à 2 kleine guttules, met 4 rechte, slanke, bijna niet-divergerende sterigmata, en meten 22–27,5 x 5–5,5 µm.

## Voorkomen
De schimmel heeft een kosmopolitische verspreiding. In Nederland komt het zeldzaam voor. Het staat op de rode lijst in de categorie 'Gevoelig'.